# Corps russe
Le Corps russe (en russe Русскій корпусъ, Rousski korpous' ; en allemand Russisches Schutzkorps Serbien) est un corps formé en Yougoslavie par des émigrés Russes blancs pendant la Seconde Guerre mondiale pour combattre les communistes, en particulier les partisans de Tito.

## Formation
En 1941 le général Mikhaïl Skorodoumov demande aux forces d’occupation allemandes la permission de former un « corps russe autonome » pour défendre les émigrés russes contre les partisans communistes. Équipé et armé par les Allemands, Skorodoumov met des conditions à sa collaboration :
1. Seul un commandant du corps rapporte au commandement allemand. Toutes les unités et les hommes du corps ne se rapportent qu’au commandant du corps, confirmé dans ses fonctions par le commandement allemand, et aux responsables que celui-ci désigne.
2. Les unités du Corps russe sont indépendantes et ne peuvent être intégrées à des unités allemandes.
3. Le Corps russe porte des uniformes russes impériaux fabriqués à partir de vieux stocks serbes.
4. Les officiers du corps ne prêtent pas serment.
5. Une fois le corps formé et le communisme vaincu en Serbie le commandement allemand le transfèrera sur le front de l’est.
6. Le Corps russe ne peut être engagé contre aucun gouvernement ni contre les forces nationalistes serbes de Draža Mihailović.

Le 5e point reflète l’espoir de renverser le système soviétique dans le tumulte de la guerre en reformant une Armée blanche dont le Corps russe serait le noyau.
Le 12 septembre 1941 le général Skorodoumov ordonna la formation du corps avec l’accord du colonel allemand Kewisch. Trois jours plus tard il est arrêté par les Allemands et remplacé par le général Boris Chteïfon, lui aussi vétéran des Armées blanches. Le commandement allemand et le commandement du corps russe se livrèrent une bataille diplomatique afin de délimiter le degré d’autonomie du corps.
La moyenne d’âge élevée du corps s’explique par l’enrôlement dans l’armée yougoslave des jeunes Russes issus de l’émigration et la présence de nombreux vétérans de l’armée impériale russe et des Armées blanches. Tous les anciens officiers supérieurs ne pouvaient occuper une fonction similaire dans le corps et servirent comme soldat ou sous-officier.
Le corps, composé de cinq régiments, était équipé d’armement allemand, italien et yougoslave mais ne disposait pas d’artillerie lourde. Les uniformes étaient initialement proches de ceux des Armées blanches avec quelques éléments des uniformes royaux serbes, par la suite ils furent remplacés par des uniformes allemands avec les signes distinctifs russes anciens (cocarde, médailles, pattes d’épaule).

## Développement
Sous le commandement du général Chteïfon le corps fut employé principalement pour protéger des régions face aux partisans et, au printemps 1944, il fut entraîné dans le tourbillon des combats en Yougoslavie. Le corps attaqua les partisans de Tito dans différentes régions du pays, souvent celles considérées comme particulièrement dangereuses par les Allemands. Ceci allait à l’encontre des souhaits des fondateurs du corps qui lui voyaient un rôle défensif contre les attaques des partisans.

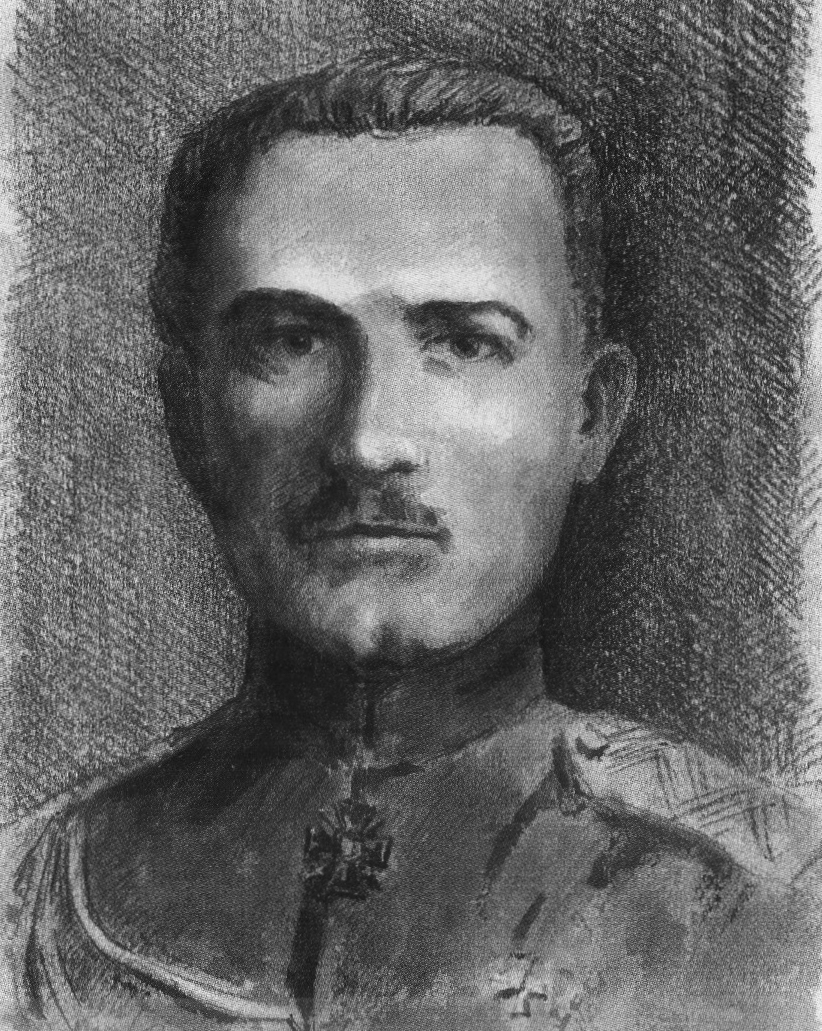
Boris Chteïfon

Le point 6 des demandes de Skorodoumov spécifie que le corps ne combattrait pas les Tchetniks (ceux-ci eurent une attitude neutre vis-à-vis du corps et furent même des alliés occasionnels), contrairement au Corps des Volontaires Serbes qui était lui un allié constant du Corps russe. La garde nationale croate était théoriquement également alliée au Corps russe mais les relations entre ces unités étaient plus difficiles.
Les négociations entre Chteïfon et le commandement allemand l’amenèrent à faire plusieurs concessions. L’une fut le port de l’uniforme allemand (les Allemands se refusant à fournir d’autres uniformes), une autre l’obligation de prêter serment. Chteïfon reçut en échange l’autorisation d’envoyer des émissaires dans les territoires occupés par les forces de l’axe (en particulier en Roumanie et en Ukraine) afin d’y recruter des volontaires. Plus de 5 000 nouvelles recrues rejoignirent ainsi le corps.
En 1944 le Corps russe servit à couvrir la retraite des forces allemandes de Grèce. Après la capitulation de la Bulgarie et de la Roumanie en septembre 1944 le Corps se trouva confronté non seulement à Tito mais aussi aux unités de l’Armée rouge. En infériorité numérique et insuffisamment équipé le corps perdit plus du tiers de ses effectifs en quelques mois.
Début 1945 le corps se replia en Slovénie. Le 30 avril 1945 le général Chteïfon succomba à une crise cardiaque à Zagreb. Le colonel Anatoli Rogojine lui succéda à la tête du Corps russe.

## Dissolution
Rogojine prépara ses plans pour se rendre aux alliés occidentaux et ne pas tomber aux mains des soviétiques ou de leurs alliés. Au mépris d’ordres du commandement allemand il partit avec ses 4 500 hommes vers Klagenfurt en Autriche afin de se rendre aux Britanniques le 12 mai 1945.
Malgré les demandes des Soviétiques de leur livrer les hommes du Corps russe, les Anglais argumentèrent qu’il ne s’agissait pas d’« anciens citoyens soviétiques » à rapatrier de force conformément à l’accord de Yalta.
En novembre 1945 le corps fut dissous officiellement par Rogojine qui créa à sa place l’union des combattants du corps russe qui organisa l’émigration de ses membres vers le Nouveau Monde.